# Tambi Larsen
Pour les articles homonymes, voir Larsen.
Johannes "Tambi" Larsen est un directeur artistique américain d'origine danoise né le 11 septembre 1914 à Bangalore (alors partie de l'Empire des Indes) et mort le 24 mars 2001 dans le quartier de North Hollywood à Los Angeles (Californie).

## Biographie
Fils de missionnaires luthériens danois, Larsen étudie le décor de théâtre à la Yale School of Drama (en) et commence à travailler pour des spectacles à New York et à Boston avant de se tourner vers le cinéma. Il commence comme assistant à la Paramount,.
Pendant la guerre, il participe à des émissions de Voice of America à destination du Danemark,.

## Théâtre (sélection)
- 1942 : The First Crocus (décors)
- 1940 : Return Engagement (décors)
- 1940 : Boyd's Daughter (décors, lumières)
- 1939 : Les Trois Sœurs (décors)

## Filmographie partielle
- 1954 : Le Secret des Incas (Secret of the Incas) de Jerry Hopper
- 1955 : La Rose tatouée (The Rose Tattoo) de Daniel Mann
- 1955 : Artistes et Modèles (Artists and Models) de Frank Tashlin
- 1958 : Le Kid en kimono (The Geisha Boy) de Frank Tashlin
- 1958 : Vague de chaleur (Hot Spell) de Daniel Mann et George Cukor
- 1962 : L'Increvable Jerry (It's Only Money) de Frank Tashlin
- 1963 : Le Plus Sauvage d'entre tous (Hud) de Martin Ritt
- 1964 : Jerry chez les cinoques (The Disorderly Orderly) de Frank Tashlin
- 1965 : L'Espion qui venait du froid (The Spy who Came in from the Cold) de Martin Ritt
- 1966 : Nevada Smith d'Henry Hathaway
- 1970 : Traître sur commande (The Molly Maguires) de Martin Ritt
- 1972 : Juge et Hors-la-loi (The Life and Times of Judge Roy Bean) de John Huston
- 1974 : Le Canardeur (Thunderbolt and Lightfoot) de Michael Cimino
- 1975 : Le Solitaire de Fort Humboldt (Breakheart Pass) de Tom Gries
- 1976 : Josey Wales hors-la-loi (The Outlaw Josey Wales'') de Clint Eastwood
- 1980 : La Porte du paradis (Heaven's Gate) de Michael Cimino

## Distinctions

### Récompenses
- Oscars 1956 : meilleurs décors pour La Rose tatouée
- BAFTA 1967 : meilleurs décors pour L'Espion qui venait du froid

### Nominations
Oscar des meilleurs décors
- en 1964 pour Le Plus Sauvage d'entre tous
- en 1966 pour L'Espion qui venait du froid
- en 1971 pour Traître sur commande
- en 1982 pour La Porte du paradis